# Still Don't Know
Still Don't Know is een nummer van de Nederlandse indierockband Chef'Special uit 2015. Het is de derde en laatste single van hun tweede studioalbum Passing Through.
"Still Don't Know" is de titeltrack van de Nederlandse komedie Homies. Daarnaast is de plaat gebaseerd op een eerder uitgebracht nummer van Chef'Special, getiteld 105. Het nummer werd een bescheiden succesje, met een 3e positie in de Tipparade. Hiermee was het succes van voorgangers In Your Arms en On Shoulders niet geëvenaard.

## Tracklijst
- Muziekdownload

1. "Still Don't Know" - 3:21